# Idiocera (Idiocera) spinulistyla
Idiocera (Idiocera) spinulistyla is een tweevleugelige uit de familie steltmuggen (Limoniidae). De soort komt voor in het Palearctisch gebied.